# Adolf Bernhard von Martinitz
Graf Adolf Bernhard von Martinitz (* 1680 in Böhmen; † 27. Juli 1735 in Wien) war k.k. Staatsmann und Ritter des Ordens vom Goldenen Vließ.
Seine Eltern waren der Graf Georg Adam (II.) von Martinitz († 24. Juli 1714) und dessen erste Ehefrau, die Gräfin Maria Felicitas von Spauer.
Martinitz erbte nach dem Tode seines Vaters 1714 das Fideicommiss. Der Graf war bereits im Jahr 1712 zum Statthalter in Böhmen ernannt worden und  wurde am 9. November 1718 zum kaiserlichen geheimen Rat bestellt.
Außerdem war er bis 1720 Oberststallmeister der Kaiserin Eleonora, seit 25. April 1729 Obersthofmarschall, seit 8. Januar 1735 dann Obersthofmeister. Bereits im Jahr 1731 wurde er mit dem Orden vom Goldenen Vließ (Nr. 667) ausgezeichnet.
Der Graf war ein Vertrauter des Kaiserpaares. So übernachtete am 3. Juni 1732 die Kaiserin Elisabeth auf seinem Stammsitz in Smečno. Wenige Tage später besuchte ihn Kaiser Karl VI. und am 19. Juli nochmal das Kaiserpaar gemeinsam. Am 2. August 1734 der König von Preußen Friedrich Wilhelm I. zu Gast.

## Familie
Martinitz heiratete am  12. August 1705 die Gräfin Maria Elisabeth Jörger von Tollet (* 1685). Das Paar hatte eine Tochter namens Maria Dominika († 1782). Diese starb als Nonne im St. Annenkloster in Wien und vererbte die Herrschaft Grünberg (siehe Schloss Zelená Hora) an den Grafen Gundaker von Colloredo-Mansfeld.